# Vârteșcoiu
Vârteșcoiu est une commune du județ de Vrancea en Roumanie.